# Serie A1 2003 (baseball)
La Serie A1 2003 del Campionato italiano di baseball è stata disputata da dieci squadre ed ha avuto una stagione regolare di 54 partite con 3 incontri settimanali, un'andata e un ritorno. Le prime 4 squadre della classifica dopo la stagione regolare si sono affrontate in due semifinale al meglio delle sette partite. Le due vincitrici si sono affrontate nella finali scudetto sempre al meglio delle sette partite, designando così la squadra campione d'Italia. Le ultime due classificate nella stagione regolare sono retrocesse in Serie A2.

## Classifiche finali[1]

### Stagione regolare
| Classifica               | PG | PV | PP | PCT  |
| ------------------------ | -- | -- | -- | ---- |
| Italeri Bologna          | 54 | 42 | 12 | .778 |
| G.B. Ricambi Modena      | 54 | 36 | 18 | .667 |
| Telemarket Rimini        | 54 | 36 | 18 | .667 |
| La Gardenia Grosseto     | 54 | 35 | 15 | .648 |
| Caffè Danesi Nettuno     | 54 | 31 | 23 | .574 |
| Ceci & Negri Parma       | 54 | 23 | 31 | .426 |
| T&A San Marino           | 54 | 23 | 31 | .426 |
| Colavita Anzio           | 54 | 21 | 33 | .389 |
| Palafinger Reggio Emilia | 54 | 15 | 39 | .278 |
| Faliero Sarti Firenze    | 54 | 8  | 46 | .148 |

### Semifinali
| Classifica           | PG | PV | PP |
| -------------------- | -- | -- | -- |
| Italeri Bologna      | 5  | 4  | 1  |
| La Gardenia Grosseto | 5  | 1  | 4  |

| Classifica          | PG | PV | PP |
| ------------------- | -- | -- | -- |
| G.B. Ricambi Modena | 7  | 4  | 3  |
| Telemarket Rimini   | 7  | 3  | 4  |

### Finali scudetto
| Classifica          | PG | PV | PP |
| ------------------- | -- | -- | -- |
| Italeri Bologna     | 5  | 4  | 1  |
| G.B. Ricambi Modena | 5  | 1  | 4  |